# Being Funny in a Foreign Language
Being Funny in a Foreign Language —en español: «Ser divertido en un idioma extranjero»— es el quinto álbum de estudio de la banda británica The 1975. Fue lanzado el 14 de octubre de 2022 por Dirty Hit. El álbum fue grabado mayoritariamente en Real World Studios en Wiltshire. La banda lanzó cuatro sencillos entre julio y septiembre de 2022: "Part of the Band", "Happiness", "I'm in Love with You", y "All I Need to Hear".
El álbum fue bien recibido por las críticas, siendo nombrado uno de los mejores trabajos de la banda. Debutó en el puesto número 1 en el UK Albums Chart como también en Escocia, Irlanda y Australia. También llegó al top 7 en el US Billboard 200, y al top 10 en Nueva Zelanda, Japón, Canadá y Países Bajos. El álbum fue nominado a Álbum del Año en los Premios Brit de 2023.

## Antecedentes
Al entrar en 2021, muchos de los espectáculos de la banda de 2020 que se pospusieron debido a la Pandemia de COVID-19 finalmente se cancelaron el 12 de enero de 2021. Durante este tiempo, el cantante principal Matty Healy se burló de la música futura bajo el nombre "Drive Like I Do" y dijo que la banda estaba trabajando en su quinto álbum de estudio. Sin embargo, no había indicación de cuándo terminaría la escritura, la grabación o la mezcla.

## Lista de canciones
| N.º | Título                           | Producer(s) | Duración |  |
| 1.  | «The 1975»                       |             | 4:10     |  |
| 2.  | «Happiness»                      |             | 5:03     |  |
| 3.  | «Looking for Somebody (To Love)» |             | 2:58     |  |
| 4.  | «Part of the Band»               | Healy       | 4:20     |  |
| 5.  | «Oh Caroline»                    |             | 3:32     |  |
| 6.  | «I'm in Love with You»           |             | 4:22     |  |
| 7.  | «All I Need to Hear»             |             | 3:30     |  |
| 8.  | «Wintering»                      |             | 2:45     |  |
| 9.  | «Human Too»                      |             | 3:44     |  |
| 10. | «About You»                      |             | 5:26     |  |
| 11. | «When We Are Together»           |             | 3:36     |  |